# Sybill Morel
Sybill Morel (Mannheim, 16 febbraio 1892 – 9 maggio 1942) è stata un'attrice tedesca.

## Biografia
Dopo aver frequentato dal 1914 la scuola di recitazione del National Theater di Mannheim, ottenne il primo contratto di lavoro con lo Stadttheater di Chemnitz per poi passare al teatro Barnowsky-Bühne di Berlino.
Sybill Morel cominciò la sua carriera cinematografica poco dopo la fine della prima guerra mondiale. Partecipò a più di quaranta film muti, ma non le riuscì il passaggio al cinema sonoro. Dal 1930 si persero le sue tracce.

## Filmografia parziale
- Des Teufels Puppe (1919)
- Opium (1919)
- Ebbe und Flut (1921)
- Das Souper um Mitternacht (1921)
- Nur eine Nacht (1922)
- Der Geigerkönig (1923)
- Maciste e il cofano cinese (1923)
- Aschermittwoch (1925)
- Entsiegelte Lippen (1925)
- Die Gesunkenen (1926)
- Die heilige Lüge (1927)
- Unter der Laterne (1928)
- Sturmflut der Liebe (1929)
- Spielereien einer Kaiserin (1930)